# Paul von Eltz-Rübenach
Peter Paul Freiherr von Eltz-Rübenach (Wahn am Rhein, 9 februari 1875 - Linz am Rhein, 25 augustus 1943) was rijksminister van Posterijen en Verkeer in de Weimarrepubliek en het Derde Rijk tussen 1932 en 1937.

## Levensloop
Eltz-Rübenach is geboren in Wahn, tegenwoordig Keulen, als telg van het Rijnlandse adellijk geslacht Eltz. Als partijloos politicus wordt hij op 1 juni 1932 benoemd tot rijksminister van zowel Posterijen als Verkeer in rijkskanselier Franz von Papens "baronnenkabinet". Hij behoudt deze posten in zowel het kabinet-Schleicher en na de Machtergreifung het kabinet-Hitler.
In de loop van het oplopende conflict tussen de nationaalsocialistische regering en de Rooms-Katholieke Kerk weigert Eltz-Rübenach, een vroom katholiek, tijdens een kabinetsbijeenkomst op 30 januari 1937 het door Adolf Hitler persoonlijk aangeboden Gouden Ereteken van de NSDAP en treedt af. Hij wordt daarna als 'verdacht' persoon door de Gestapo in de gaten gehouden, en zijn pensioenrechten worden tijdelijk ingetrokken.
Eltz-Rübenach sterft uiteindelijk op 68-jarige leeftijd in Linz am Rhein.
- Bibliothèque nationale de France: cb17084932v (data)
- Gemeinsame Normdatei: 12349057X
- International Standard Name Identifier: 0000 0000 1246 9253
- Virtual International Authority File: 59991886
- WorldCat: E39PBJf49WkqY4Kvdrj7CG89jC

Adolf Hitler · Franz von Papen · Konstantin von Neurath · Joachim von Ribbentrop · Wilhelm Frick · Heinrich Himmler · Lutz Schwerin von Krosigk · Alfred Hugenberg · Kurt Schmitt · Hjalmar Schacht · Hermann Göring · Walther Funk · Franz Seldte · Franz Gürtner · Franz Schlegelberger · Otto Georg Thierack · Werner von Blomberg · Wilhelm Keitel · Freiherr von Eltz-Rübenach · Julius Heinrich Dorpmüller · Wilhelm Ohnesorge · Walther Darré · Herbert Backe · Joseph Goebbels · Bernhard Rust · Fritz Todt · Albert Speer · Alfred Rosenberg · Hanns Kerrl · Hermann Muhs · Otto Meißner · Hans Heinrich Lammers · Martin Bormann · Karl Hermann Frank · Rudolf Hess · Ernst Röhm · Paul Giesler